# Tysk Wikipedia
Tysk Wikipedia (tysk: Deutschsprachige  Wikipedia,  dansk: den tysksprogede Wikipedia) er den tysksprogede  version af det verdensomspændende encyklopædi-projekt Wikipedia. Den tysksprogede wikipedia blev lanceret som deutsche.wikipedia.com den 16. marts 2001, to måneder efter den engelske udgave. Den første artikel blev oprettet den 17. maj 2001. Pr. ultimo juli 2008 havde den tyske Wikipedia over 780.000 artikler, heraf omkring 125.000 biografier. I november 2016 er den tysksprogede wikipedia den fjerdestørste udgave af Wikipedia.
Pr. fredag den 15. august 2025 har den tysksprogede Wikipedia 3.041.349 artikler, 39.186 aktive bidragydere og 171 administratorer.

## Historie
Den første artikel på den tysksprogede blev oprettet i marts 2001. I første omgang blev wikipedia hovedsageligt brugt som en platform for samarbejdet på den tysktalende del af Nupedias oversættelsesteam, hvis medlemmer, var skeptiske overfor wiki-konceptet. Efter den spæde start i marts 2001 flyttede den tysksprogede wikipediaudgave til den nuværende placering de.wikipedia.com den 18. maj 2001. Den 19. august 2001 rundede de tysksprogede Wikipedia 1.000 artikler.
Den tysksprogede Wikipedias forside blev lanceret den 28. august 2002. De fleste indretninger på de.wikipedia fra den periode er bevaret; mens nogle kategorier og projektsider er blevet redesignet eller slettet.
Den 24. februar 2004, og i de følgende dage, rapporterede de store medier i Tyskland om Wikipedia. Omtale på Spiegel Online, og samme dag i en rapport på nyhederne i ARD, der har ca. 2,26 millioner seere, gjorde den tysksprogede wikipedia bredt kendt i Tyskland. Sammen med rapporter på andre medier rapporter, betød det at antallet af brugere og sidevisninger fordobledes i løbet af få dage. Wikipedias server brød igen og igen kortvarigt ned pg.a. stormløb af nye brugere.
I 2008 udgav Bertelsmann Verlag et 992-siders bind, Das Wikipedia-Lexikon, med de mest besøgte 20.000 artikler på den tysksprogede wikipedia. Efterfølgende blev det muligt via Books-on-Demand at sammensætte sit eget udvalg af wikipediaartikler.
I september 2008 var der mere end 800 millioner hits på den tysksprogede Wikipedia om måneden.
Den 27. december 2009 passerede den tysksprogede Wikipedia 1 million artikler mærket, jubilæumsartikelen var Ernie Wasson. Mærket 1.500.000 artikler blev nået næsten tre år senere, den 18. november 2012 med artiklen Baracke Wilhelmine. Fire år senere, den 19. november 2016 fulgte artikel nummer 2.000.000.
Som I andre Wikipedia-udgaver benytter den tyske version sig af kildehenvisninger via ref-tagget.
En samtælling baseret på database-dumpet af den tyske Wikipedia fra maj 2017 viste at ud af dens omkring 2 millioner artikler havde omkring 874.000 kildehenvisninger. I alt fandt man næsten 3,8 millioner kildehenvisninger på den tyske Wikipedia hvor omkring 1,3 millioner benyttede sig af en Wikipedia-skabelon.
Af Internet-domæner der op til 2017 særligt var henvist til var Google Books, Der Spiegel, DOI, Die Welt og Die Zeit.

## Egenskaber
Tyske Wikipedia er forskellig fra den engelske Wikipedia på en række områder:
- I forhold til den engelsksprogede Wikipedia er relevanskriterier strengere og mere specifikke.
- Anvendelsen af videnskabelige kilder, mere end journalistiske og andre typer af kilder, tilskyndes.
- I september 2005 udtrykte Erik Möller bekymring for, at "langvarig beskyttelse af sider blev brugt for meget på den tyske Wikipedia". Den 14. september 2005 var 253 sider beskyttet (så artiklerne kun kan redigeres af administratorer) i mere end to uger (sammenlignet med engelske Wikipedia, der havde 138 på tilsvarende liste). Redigeringsbeskyttelsen på tysk wikipedia var det højeste antal af på samtlige sprogudgaver. I maj 2008 havde den tyske Wikipedia-versionen stadig den højeste rate af en semibeskyttede artikler, 0,281%.
- Hærværk og andre overgreb håndteres ofte på en mindre formel måde. Vandalerne kan blive blokeret efter første redigering, uden varsel, hvis redigeringen tydeligt viser manglende interesse i arbejdet med udviklingen af encyklopædien. Dette er især tilfældet, hvis det gælder Holocaust-benægtelse.
- Den 28. december 2005 vedtog tysk wikipedia at fjerne kategorien "stub" og den tilsvarende skabelon på den tyske Wikipediaudgave [afklare].
- Brugerne behøver ikke at oprette en konto til at starte en ny artikel.
- Den tyske Wikipedia-version havde ikke en voldgift udvalg før maj 2007. Efter oprettelse er deres magt væsentlig forskellig fra den engelske version, og spiller en mindre rolle i Wikipedias politik.
- De engelsksprogede Wikipediårtikler "Udvalgte artikler" er på tysk Exzellente Artikel og "Gode artikler" er på tysk Lesenswerte Artikel.